# Суйкаварі
Суйкаварі (яп. スイカ割り, suika-wari, Розділення кавуна) — традиційна сучасна японська гра, а якій людина із завязанаими очима має палицею влучити по кавуну, що лежить на землі, і розбити його на шматочки. Після цього кавун часто з'їдають.

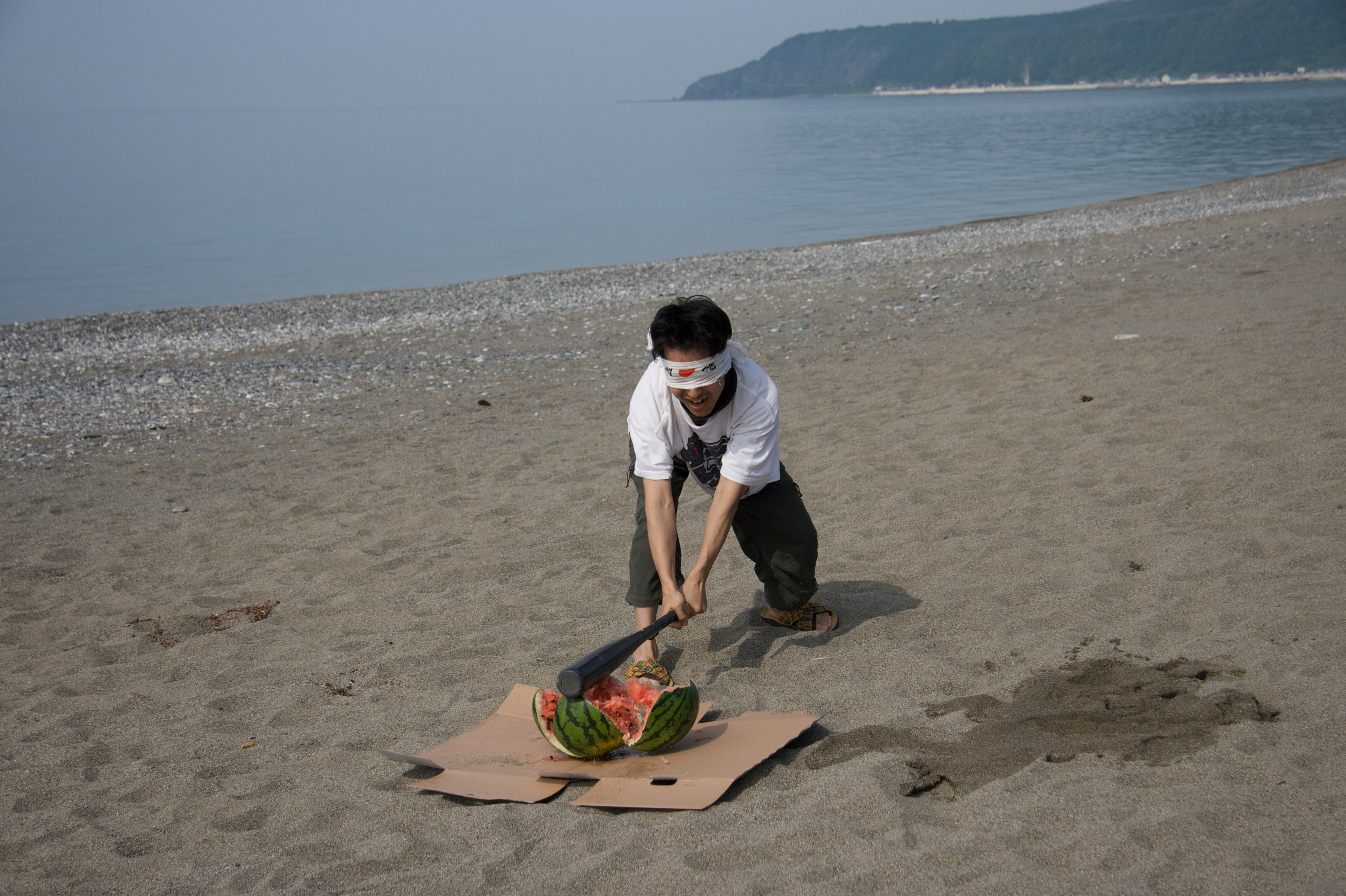
Гра на пляжі

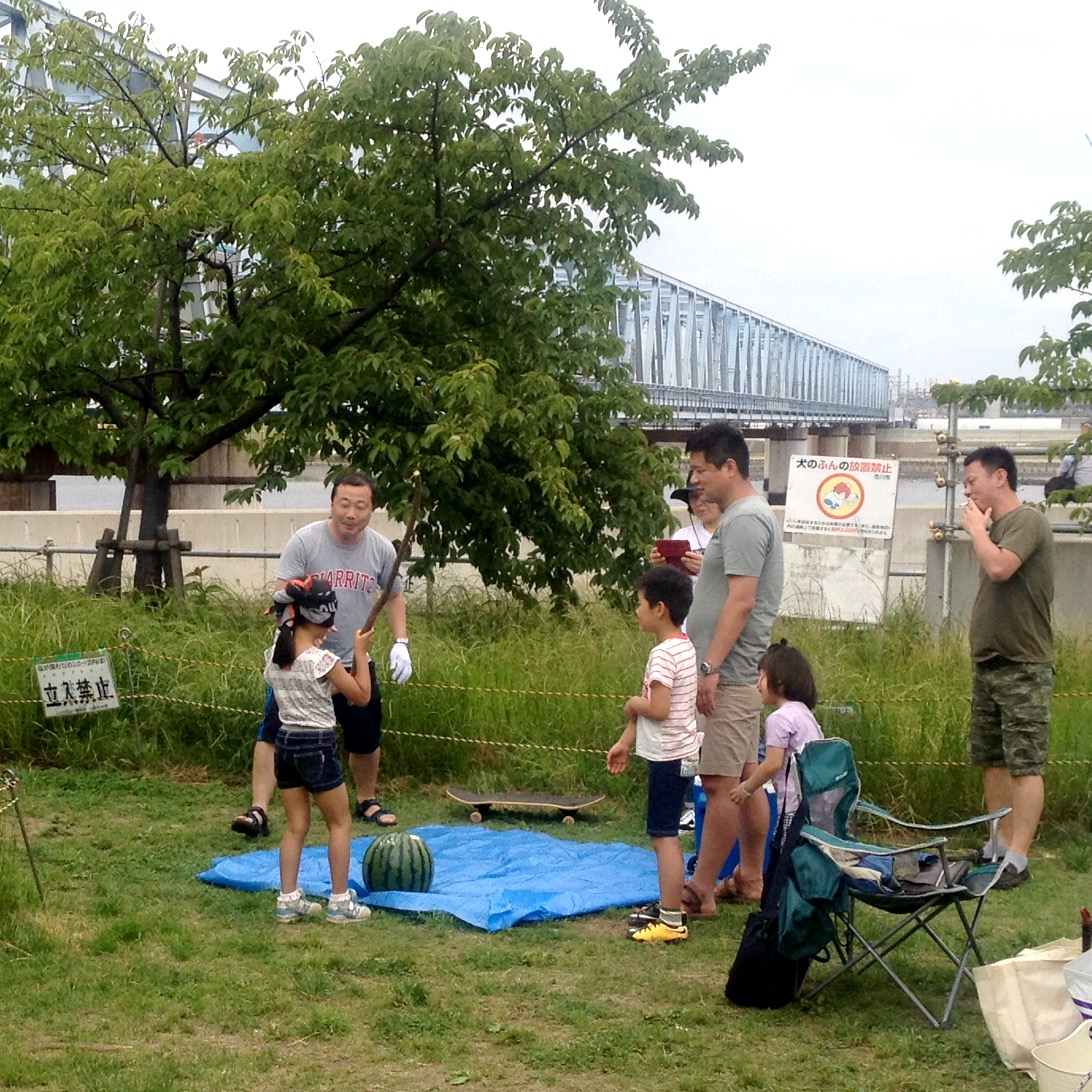
Сім'я грає у суйкаварі на пікніку в Токіо, 2018

Зазвичай цю гру влаштовують на пляжах під час купального сезону.
Японська національна Спілка Сільськогосподарських Кооперативів у 1991 році заснувала «Японську спілку суйкаварі» (яп. 日本すいか割り協会, англ. Japan Suika-Wari Association；JSWA).